# Walter Carasso
Walter Carasso (Vercelli, 24 marzo 1922 – gennaio 2000) è stato un partigiano, allenatore di calcio e calciatore italiano, di ruolo centrocampista.

## Biografia
Vercellese, all'inizio della seconda guerra mondiale è allievo ufficiale di stanza a Roma. Dopo l'8 settembre 1943 risale la Penisola fino alla Valsesia, unendosi ai partigiani della zona e diventando capo di Stato Maggiore del Battaglione Vercelli, successivamente denominato Brigata Primula.
Terminata la guerra, affianca la carriera calcistica a diverse attività, dedicandosi infine all'insegnamento elementare. Negli anni della pensione lavora ad un volume sulla storia partigiana, mai andato in stampa.

## Carriera
Cresciuto nella Pro Vercelli, esordisce con i bianchi nel campionato di Serie B 1939-1940, disputando 9 partite. Con la maglia vercellese disputa in tutto cinque stagioni tra Serie B e Serie C, costruendosi fama di mediano arcigno e abile in marcatura. Nel dopoguerra, dopo una stagione nel Nizza, in Division 2 francese, si trasferisce al Novara, giocando al fianco di Silvio Piola e Pietro Ferraris II. Con gli azzurri ottiene la promozione in Serie A al termine della stagione 1947-1948, e debutta nella massima serie il 7 novembre 1948, contro il Palermo, collezionando a fine stagione 18 presenze.
Nel 1949 scende in Serie C, vestendo la maglia del Piacenza. In Emilia gioca un campionato da titolare, per poi fare ritorno al Novara per fine prestito.
In carriera ha totalizzato complessivamente 18 presenze in Serie A, 34 presenze e 4 reti in Serie B e 24 presenze e 3 reti in seconda divisione francese.

## Palmarès

### Giocatore

#### Competizioni nazionali
- Campionato italiano di Serie B: 1

Novara: 1947-1948